# Azimut

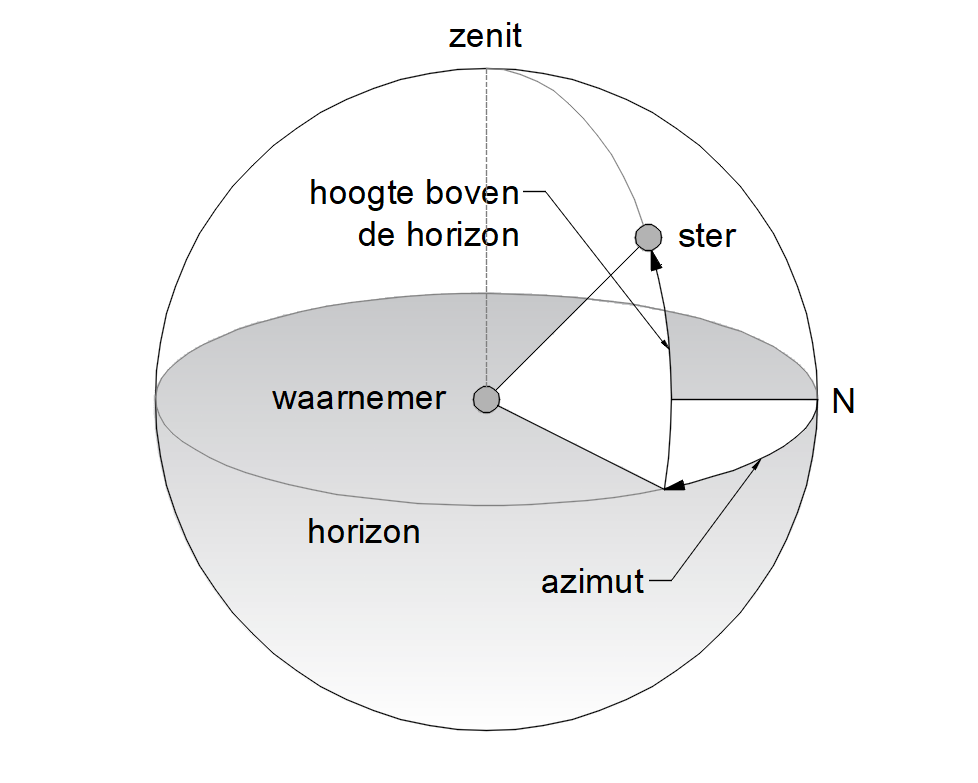
azimut van een ster

Het azimut is een van de coördinaten uit het horizon-coördinatenstelsel. In dit stelsel wordt de positie van een object aan de hemel aangegeven door de twee coördinaten: azimut en elevatie. Het azimut is daarin de horizontale component, de kompasrichting, dus de hoek met het noorden gemeten over het oosten en komt dus met het argument, dat in de landmeetkunde wordt gebruikt, overeen. Gewoonlijk wordt het azimut in graden uitgedrukt.
De positie van een ster aan de hemel wordt dus aangegeven door het azimut: de kompasrichting, en de hoogte: de hoek tussen de ster en de horizon. De gehele cirkel is 360°, noord=0°, oost=90°, zuid=180°, west=270°
Het azimut van een hemellichaam bijvoorbeeld komt overeen met de kompasrichting waarin dat hemellichaam wordt waargenomen. Het is de hoek tussen het noordpunt en het snijpunt van de horizon met het meridiaanvlak die door het hemellichaam loopt, gemeten in de richting vanuit noord naar oost en wordt uitgedrukt in graden.
Als voorbeeld: een ster die zich precies in het oosten bevindt heeft een azimut van 90°.

## Cartografie
Het cartografische azimut {\displaystyle az} van een bepaalde richting, in decimale graden, kan ook worden berekend als de coördinaten {\displaystyle (x_{1},y_{1})} en {\displaystyle (x_{2},y_{2})} van twee punten in een plat vlak bekend zijn. De positieve x-as wijst naar het oosten en de positieve y-as naar het noorden. In cartografische coördinaten is:
{\displaystyle az={\frac {180}{\pi }}\ \arctan(x_{2}-x_{1},y_{2}-y_{1})}
Merk hierbij op dat de referentieassen ten opzichte van het linksdraaiende goniometrische assenstelsel zijn omgewisseld en dat het azimut rechtsdraaiend is ten opzichte van het noorden. Als een azimut negatief is mag men er 360° bijtellen.
In radialen zou de formule iets eenvoudiger zijn:
{\displaystyle az=\arctan(x_{2}-x_{1},y_{2}-y_{1})}
Sommige platformen draaien de volgorde van de arctangens om, wat tot vreemde resultaten kan leiden.